# ماهرزا
ماهرزا (به لاتین: Mahereza) یک منطقهٔ مسکونی در ماداگاسکار است که در آمبوهیدراتریمو واقع شده‌است. ماهرزا ۳٬۵۷۰ نفر جمعیت دارد.